# Belforte del Chienti

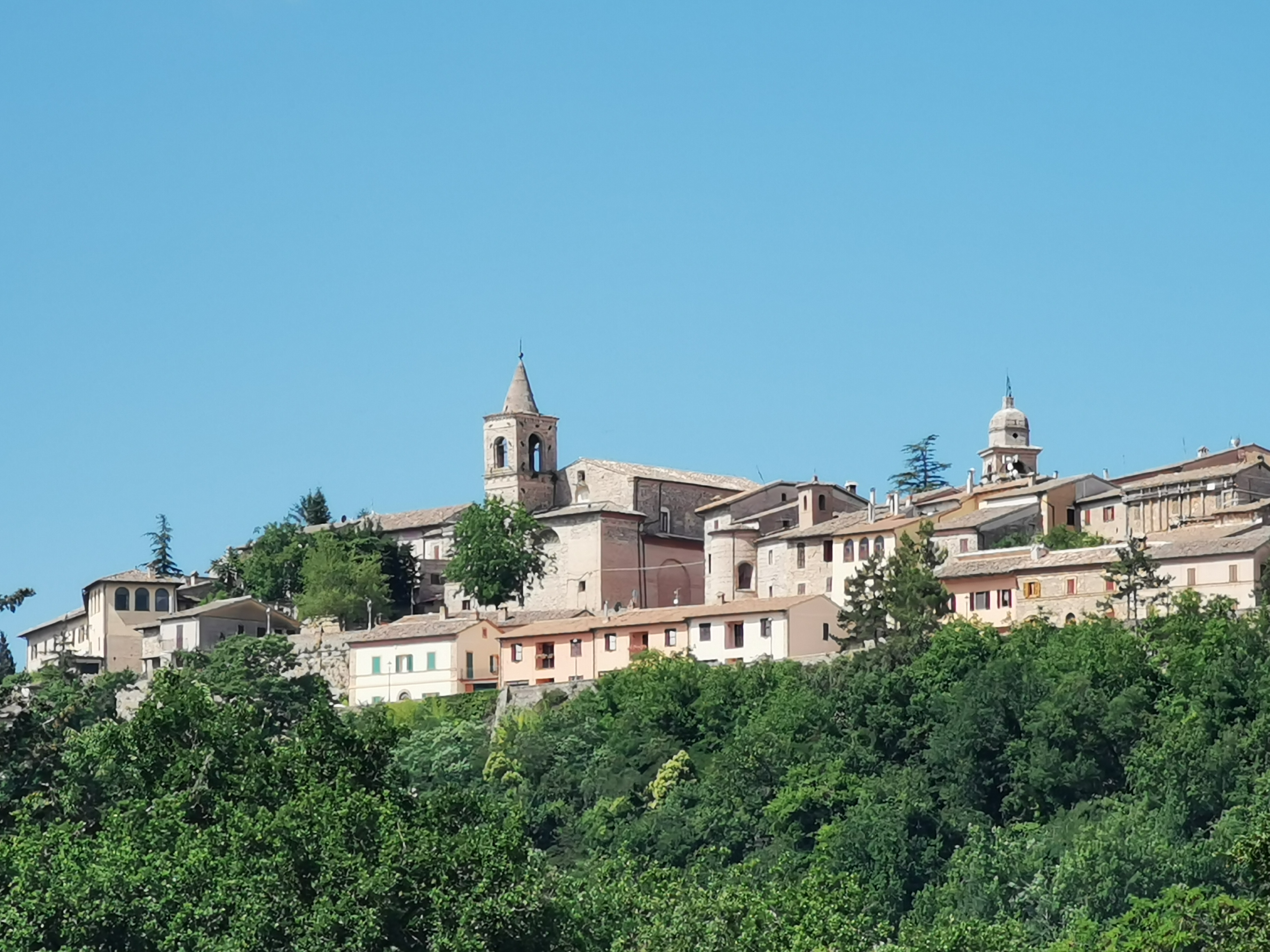
Blick auf Belforte

Belforte del Chienti ist eine italienische Gemeinde (comune) mit 1851 Einwohnern (Stand 31. Dezember 2023) in der Provinz Macerata der Region Marche. Der Ort liegt 80 Kilometer südlich Ancona und 50 Kilometer südwestlich Macerata auf einem Areal von 15,9 km².
Belforte del Chienti grenzt an die Gemeinden Caldarola, Camporotondo di Fiastrone, Serrapetrona und Tolentino.
Stadtpatron ist der Märtyrer Eustachius.

## Persönlichkeiten

### Söhne und Töchter der Gemeinde
- Giacomo Sannesio (um 1560–1621), war Bischof von Orvieto
- Ennio Appignanesi (1925–2015), war Erzbischof von Potenza-Muro Lucano-Marsico Nuovo